# Кавала (ном)
Кава́ла (греч. Καβάλα) — ном в Греции, расположен в районе Восточная Македония и Фракия. Столица — город Кавала.